# Launay-Villiers
Launay-Villiers è un comune francese di 398 abitanti situato nel dipartimento della Mayenne nella regione dei Paesi della Loira.

## Società

### Evoluzione demografica
Abitanti censiti